# Тентишев, Бакыт Эркинович
Бакыт Эркинович Тентишев  (род. 28 августа 1986, село Ильичевское, Чуйская область) — депутат Жогорку Кенеша Кыргызской Республики VII созыва от политической партии «Ынтымак» (с 2021 года). Член Комитета по правопорядку, борьбе с преступностью и противодействию коррупции.

## Биография

### Детство
Родился 28 августа 1986 года в селе Ильичевское Кеминского района Чуйской области Киргизской ССР. По национальности кыргыз. В 2004 году завершил обучение в средней школе. 

### Образование
С 2004 по 2009 годы проходил обучение в Бишкекском Гуманитарном Университете им К.Карасаева, по специальности «Международные отношения». С 2011 по 2014 годы обучался в Кыргызском Национальном Университете им. Ж.Баласагына, по специальности «Экономика и управление на предприятии».

### Трудовая деятельность
Свою трудовую деятельность начал со 2 октября 2009 года в ОсОО «Транс Азия» в должности заместителя генерального директора. Проработал здесь до 19 января 2010 года.
В 2010 году стал работать инспектором сектора юридических лиц в отделе взыскания налогов Управления Государственной Налоговой Службы (УГНС) по Первомайскому району города Бишкек. В 2012 году  - инспектор сектора принудительного взыскания в отделе по взысканию налоговой задолженности Управления Государственной Налоговой Службы (УГНС) по Первомайскому району города Бишкек. С 2015 года трудился в должности старшего инспектора сектора принудительного взыскания в отделе по взысканию налоговой задолженности Управления Государственной Налоговой Службы (УГНС) по Первомайскому району города Бишкек.
С 14 апреля 2021 года работал доверительным управляющим учредителя Азиатского медицинского института им. С.Тентишева.
В ноябре 2021 года избран депутатом VII созыва Жогорку Кенеша Кыргызской Республики от политической партии «Ынтымак». Является членом Комитета по правопорядку, борьбе с преступностью и противодействию коррупции.

### Семья
Женат, отец троих детей.

## Награды
- В 2021 году — Почетный нагрудный значок «КЕМЕНГЕР».